# Chasmogenus sapucay
Chasmogenus sapucay är en skalbaggsart som beskrevs av Fernández 1986. Chasmogenus sapucay ingår i släktet Chasmogenus och familjen palpbaggar. Inga underarter finns listade i Catalogue of Life.